# Зайдман, Герш Нахманович
Герш На́хманович За́йдман (также Григорий Наумович; 29 декабря 1929, Тирасполь, Молдавская АССР — 10 февраля 1994, Кишинёв) — молдавский советский электрохимик и учёный в области элетрохимических технологий. Доктор технических наук (1992).

## Биография
Окончил кишинёвскую среднюю школу № 3 и Кишинёвский университет. С 1971 года работал в лаборатории электрохимической обработки материалов (под руководством А. И. Дикусара) Института прикладной физики Академии наук Молдавии, старший научный сотрудник. Диссертацию доктора технических наук по теме «Процессы формообразования и методы расчёта катодов-инструментов для электрохимической размерной обработки деталей машин» защитил в 1992 году.
Основные научные труды посвящены технологии и процессам электрохимического формообразования, методам электрохимической обработки.

## Монографии
- Теория и практика электрохимической обработки металлов. Сборник статей под редакцией Ю. Н. Петрова и Г. Н. Зайдмана. Институт прикладной физики АН МССР. Кишинёв: Штиинца, 1976.
- Ю. Н. Петров, Г. Н. Корчагин, Г. Н. Зайдман, Б. П. Саушкин. Основы повышения точности электрохимического формообразования. Кишинёв: Штиинца, 1977. — 152 с.
- Г. Н. Зайдман, Ю. Н. Петров. Формообразование при электрохимической размерной обработке металлов. Кишинёв: Штиинца, 1990. — 204 с.
- Ю. Н. Петров, Г. В. Гурьянов, Ж. И. Бобанова, Г. Н. Зайдман. Электролитическое осаждение железа. Кишинёв: Штиинца, 1990. — 193 с.